# Porto Empedocle
Porto Empedocle er en italiensk by (og kommune) i regionen Sicilien i Italien, med omkring 15.600(2023) indbyggere. 